# Авангард (предприятие, Санкт-Петербург)
ОАО «Авангард» (НИТИ-18) — предприятие, занимающееся разработкой инновационных технологий и производством продукции радиоэлектроники, микросхемотехники, приборостроения, а также производством базовых несущих конструкций радиоэлектронной аппаратуры на основе современного зарубежного оборудования. Акционерное общество было создано на основе научно-исследовательского технологического института НИТИ-18, головного предприятия Министерства приборостроения и средств автоматизации СССР.
В 2014 году на базе ОАО «Авангард» был открыт Центр микросистемотехники.Основное здание находится по адресу г. Санкт-Петербург, Кондратьевский пр., 72.

## История
Научно-исследовательский технологический институт № 18 (НИТИ-18) был образован в Ленинграде в 1948 году по решению Совета Министров СССР. Первое здание учреждения находилось на улице Комсомола, 41, а первым директором стал И. В. Федин (1948—1951), которого затем сменил М. Ф. Поликарпов.
Основной задачей института в то время была конструктивно-технологической отработка аппаратуры бортовых радиолокационных станций и вопросы связанные с их дальнейшим серийным производством. Именно НИТИ-18 удалось поставить на серийное производство первый в СССР бортовой
панорамный радиолокатор.
В 1950 годы, уже под руководством нового директора В. Я. Назарова, велись работы по разработке технологии производства печатных плат и созданию метода проектирования радиоэлектронной аппаратуры, а вскоре, для помощи оборонным предприятиям, на базе института было создано Особое конструкторско-технологическое бюро (ОКТБ).
В 1965 году НИТИ-18 был переименован в ЛНИТИ — Ленинградский научно-исследовательский технологический институт. Причиной послужил переход предприятия в ведомство Госкомитета по радиоэлектронике.
В 1970 годы ЛНИТИ стал центром, вокруг которого, наряду с такими заводами, как «Импульс» и «Компонент», сформировалось новое предприятие — ленинградское научно-производственное объединение «Авангард» (ЛНПО «Авангард»).
В 1987 году уже на базе ЛНПО был создан МНТК «Радиотехномаш», в состав которого входило 51 предприятие.
В 1993 году, после приватизации, ЛНПО «Авангард» стал открытым акционерным обществом под тем же названием — ОАО «Авангард».

## Центр микросистемотехники
В 2014 году на базе ОАО «Авангард» планируется открытие центра микросистемотехники, в котором будет производиться оборудование для современной комплексной безопасности. Центр — совместный проект России и Белоруссии в рамках программы «Микросистемотехника», инвестировать в которой планируется 1,5 млрд рублей

## Сотрудничество с Университетом ИТМО
В 2010 на базе ОАО "Авангард" создана кафедра "Безопасности технических систем" на Инженерно-физическом факультете  в Университете ИТМО. Подготовка магистров будет проводиться под руководством лучших научно-технических специалистов предприятия. Студентам будет предоставлена возможность непосредственно участвовать в передовых научно-технических разработках предприятия и постановке продукции на производство. Магистры кафедры будут иметь возможность совмещать учёбу с оплачиваемой работой на предприятии.
ОАО «Авангард» активно участвует в совместной работе с вузами по подготовке специалистов и привлекает ведущих специалистов к проведению учебных занятий в университетах, к руководству дипломным проектированием выпускников по тематике предприятия.Основным направлением работы стала магистерская подготовка студентов. Студенты магистерской подготовки становятся сотрудниками предприятия и выполняют на предприятии по его тематике научно-исследовательскую работу, результатом которой станет магистерская диссертация. Эта работа может быть продолжена магистром на следующем этапе обучения – в аспирантуре.
Сквозной характер подготовки делает профессиональную ориентацию специалиста целенаправленной, способствует воспитанию патриотов фирмы. В результате к моменту окончания вуза не только полностью пройдена адаптация молодого специалиста, но и практически решен вопрос о его закреплении на предприятии. Студентам, получающим высшее образование на коммерческой основе, предприятие оказывает материальную поддержку. Поддерживая с вузами и колледжами города отношения стратегического партнёрства, ОАО «Авангард» участвует в совместных проектах по укреплению и развитию учебно-материальной базы образовательных учреждений.

## Продукция
Предприятие разрабатывает и производит продукцию следующих типов:
- Специальная микроэлектроника
- Микросистемотехника
- Газосигнализаторы
- Приборостроение
- Базовые несущие конструкции
- Химические материалы
- Сертификаты и лицензии
- Политика в области качества
- Нормативная документация
- Электролизное оборудование для получения низко концентрированного гипохлорита натрия (ГХН)[12]

Изделия, разработанные организацией используются при производстве ракетных комплексов как С-300, Тор и др.
Помимо производства, ОАО «Авангард» является застройщиком жилого квартала «Полюстрово».

## Известные учёные, конструкторы предприятия
- Владимир Витальевич Меркурьев (р. 02.09.1945) — советский исследователь в области обеспечения надежности и радиационной стойкости, управления качеством и сертификации изделий радиоприборостроения, соавтор более 50 работ и изобретений, лауреат двух всесоюзных конкурсов (1987, 1989). Работал начальником отраслевой научно-исследовательской лаборатории надёжности в ЛНПО «Авангард», а также руководил учебным процессом на базовой кафедре ЛИАП в ЛНПО «Авангард»[15].
- Михаил Павлович Чудаковский (1926—1993) — к.т. н., советский и российский изобретатель, ученый, конструктор, радиоинженер, основоположник научного направления по разработке и применению микросборок в СССР. Лауреат Государственной премии СССР. Главный конструктор отрасли в ЛНПО «Авангард».
- Валерий Антонович Шубарев (р. 22.09.1941) — советский и российский учёный, с 1998 года генеральный директор ОАО «Авангард». Лауреат Государственной премии СССР (1988), д.т. н., профессор[16].